# Walter Louis Rosemont
Walter Louis Rosemont   (Filadèlfia, 1877 - valor desconegut) fou un compositor estatunidenc del que se'n tenen molt poques dades.
Estudià música a Alemanya, on dirigí diversos concerts i representacions d'òpera, sent nomenat, al seu retorn als Estats Units, director de la Societat Filharmònica Americana de Nova York. Es va distingir com a professor de cant, tenint entre els seus deixebles a eminents artistes.
A banda de diverses obres instrumentals, va compondre les operetes Fugiyama, Count and Maid, Woman's Justice, Rose of the Harem, i The Little Lambs.